# Justin Thomas (golfista)
Justin Louis Thomas (Louisville, Estados Unidos, 29 de abril de 1993) es un golfista profesional estadounidense que juega en el PGA Tour y es ex número uno del mundo. En 2017, Thomas experimentó un año espectacular, ganando cinco eventos del PGA Tour, incluido el Campeonato de la PGA , su primer gran campeonato, y también ganó el campeonato de la Copa FedEx. En mayo de 2018, Thomas se convirtió en el jugador número 21 en encabezar el Ranking Mundial Oficial de Golf.

## Primeros años y educación
Thomas nació y se crio en Louisville, Kentucky. Antes de su tercer año en la escuela secundaria, jugó en el Wyndham Championship en el PGA Tour en agosto de 2009 y se convirtió en el tercer más joven en pasar el corte en un evento del PGA Tour, a los 16 años, 3 meses y 24 días. Thomas se graduó de St. Xavier High School en 2011. 
Thomas jugó golf universitario en la Universidad de Alabama, donde ganó seis veces para Crimson Tide. Como estudiante de primer año en 2012, ganó el premio Haskins como el golfista universitario más destacado. Estuvo en el equipo del campeonato nacional de 2013. 

## Carrera profesional
Thomas se convirtió en profesional en 2013 y obtuvo su tarjeta de gira en el Web.com Tour hasta la escuela de clasificación. Ganó su primer evento profesional en el 2014 Nationwide Children's Hospital Championship. Ganó su primera tarjeta del PGA Tour para la temporada 2015 . En 2015 Terminó 32º en la FedEx Cup del PGA Tour, perdiendo el premio al Novato del Año ante Daniel Berger .
El 1 de noviembre de 2015, Thomas obtuvo su primera victoria en el PGA Tour al ganar el CIMB Classic en Kuala Lumpur, Malasia , por un solo golpe sobre Adam Scott. Anteriormente consiguió el récord del campo con 61 golpes durante la segunda ronda para realizar a una puntuación ganadora de 26 bajo par.
Thomas defendió con éxito su título en el CIMB Classic en octubre de 2016 para su segunda victoria profesional. Thomas ganó el SBS Tournament of Champions en enero de 2017 siendo su tercera victoria en el PGA Tour. En agosto de 2017, Thomas ganó su primer major, el PGA Championship 2017, ganando por dos golpes. 
En octubre de 2017, Thomas ganó el tercer evento de la temporada 2017-18 , la Copa CJ en Corea del Sur. Derrotó a Marc Leishman en el desempate.
En febrero de 2018, se llevó la victoria en el Honda Classic en Palm Beach Gardens, Florida. La victoria llevó a Thomas a la cima de la clasificación de la FedEx Cup y al número tres en la clasificación mundial. 
En mayo de 2018, Thomas reemplazó a  Dustin Johnson como el golfista número uno del mundo. Puesto que perdió cuatro semanas después cuando Johnson ganó el FedEx St. Jude Classic.
En septiembre de 2018, Thomas se clasificó para el equipo estadounidense que participa en la Ryder Cup 2018. Europa derrotó al equipo de Estados Unidos 17 1/2 a 10 1/2. A pesar de la derrota, Thomas jugó bien. Fue 4-1-0. Ganó su partido de individuales contra Rory McIlroy. 
El 18 de agosto de 2019, ganó el Campeonato BMW en el Medinah Country Club en las afueras de Chicago. El 20 de octubre de 2019, Thomas ganó la Copa CJ en Corea del Sur. Esta fue su segunda victoria del torneo en sus tres años de existencia. 
En diciembre de 2019, Thomas jugó en el equipo de EE. UU. En la Copa Presidentes de 2019 en el Royal Melbourne Golf Club en Australia. El equipo de Estados Unidos ganó 16-14. Thomas se fue de 3-1-1 y perdió su partido de individuales del domingo contra Cameron Smith.
El 5 de enero de 2020, Thomas ganó el Torneo de Campeones Sentry en Kapalua Resort en Maui, Hawaii por segunda vez. Thomas ganó en un desempate sobre Xander Schauffele y Patrick Reed. 
El 2 de agosto de 2020, Thomas ganó el WGC-FedEx St. Jude Invitational en TPC Southwind en Tennessee por tres golpes sobre otros cuatro jugadores. Esta fue la segunda vez que Thomas ganó el evento y la decimotercera victoria de su carrera en el PGA Tour. 
El 14 de marzo de 2021 ganó el The Players Championship con 1 golpe sobre Lee Westwood. 
El 22 de mayo de 2022 ganó su segundo PGA Championship. 

### Resultados en Majors
| Tournament            | 2014 | 2015 | 2016 | 2017 | 2018 | 2019 | 2020 | 2021 | 2022 |
| --------------------- | ---- | ---- | ---- | ---- | ---- | ---- | ---- | ---- | ---- |
| The Masters           |      |      | T39  | T22  | T17  | T12  | 4    | T21  | T8   |
| U.S. Open             | CUT  |      | T32  | T9   | T25  | CUT  | T8   | T19  |      |
| The Open Championship |      |      | T53  | CUT  | CUT  | T11  | ND   | T40  |      |
| PGA Championship      |      | T18  | T66  | 1    | T6   |      | T37  | CUT  | 1    |